# Iman Wilkens

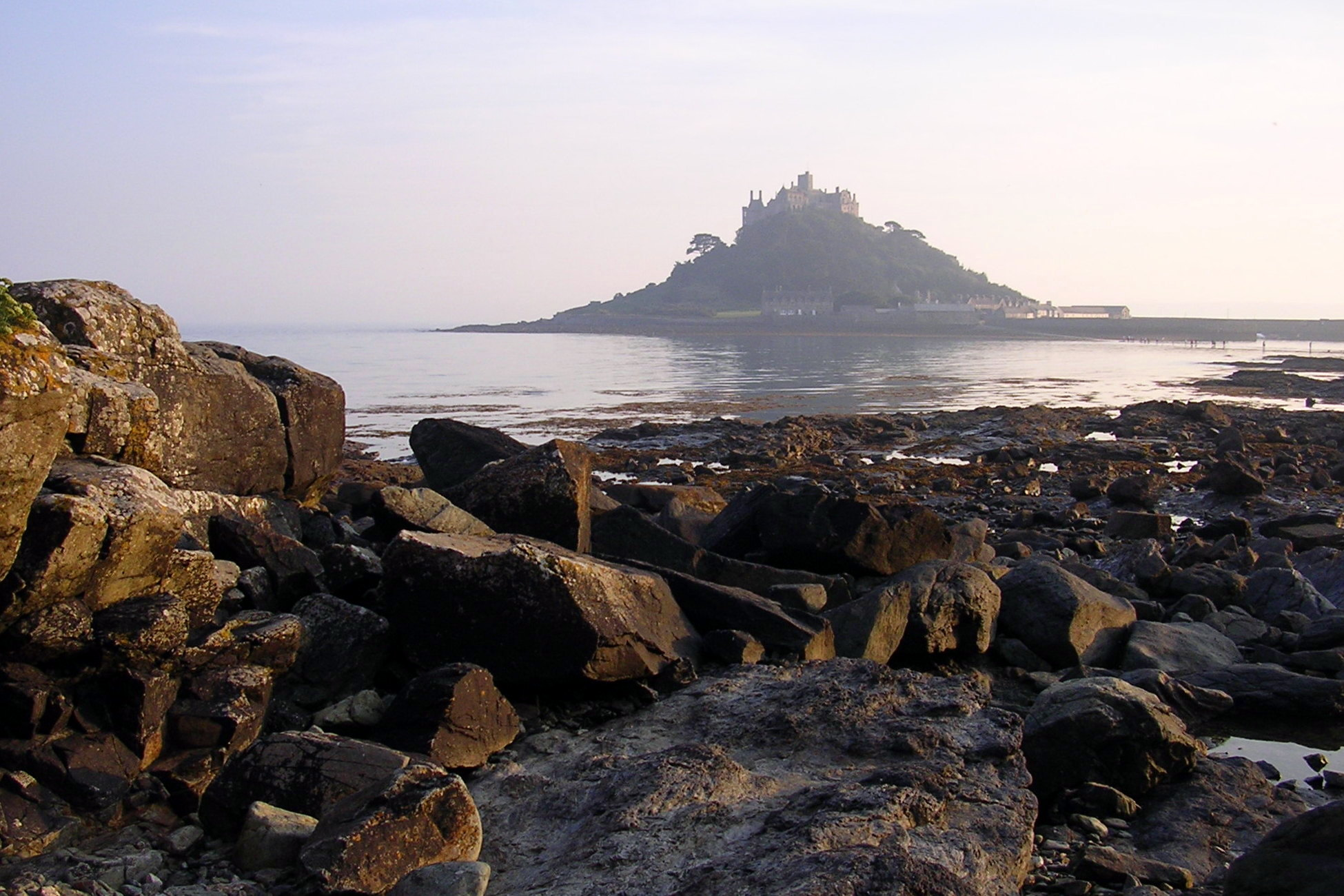
St Michael's Mount, Skylla och Charybdis ?

Iman Jacob Wilkens, Född den 13 mars 1936 i Apeldoorn Nederländerna, Död den 4 maj 2018 (fredag) - Roncq, Nord, Hauts-de-France, Frankrike, var en nederländsk författare.
Wilkens studerade ekonomi vid Universiteit van Amsterdam, och flyttade 1966 till Frankrike. Sedan dess har han studerat Homeros. I en bok framför han teorin att staden Troja ursprungligen befann sig i England, och att Homeros verk Iliaden och Odysséen ursprungliga är episka dikter av västeuropeiskt ursprung. 
Han höll en föreläsning heter "The Trojan Kings of England" för en studentförening i Cambridge 1992. 

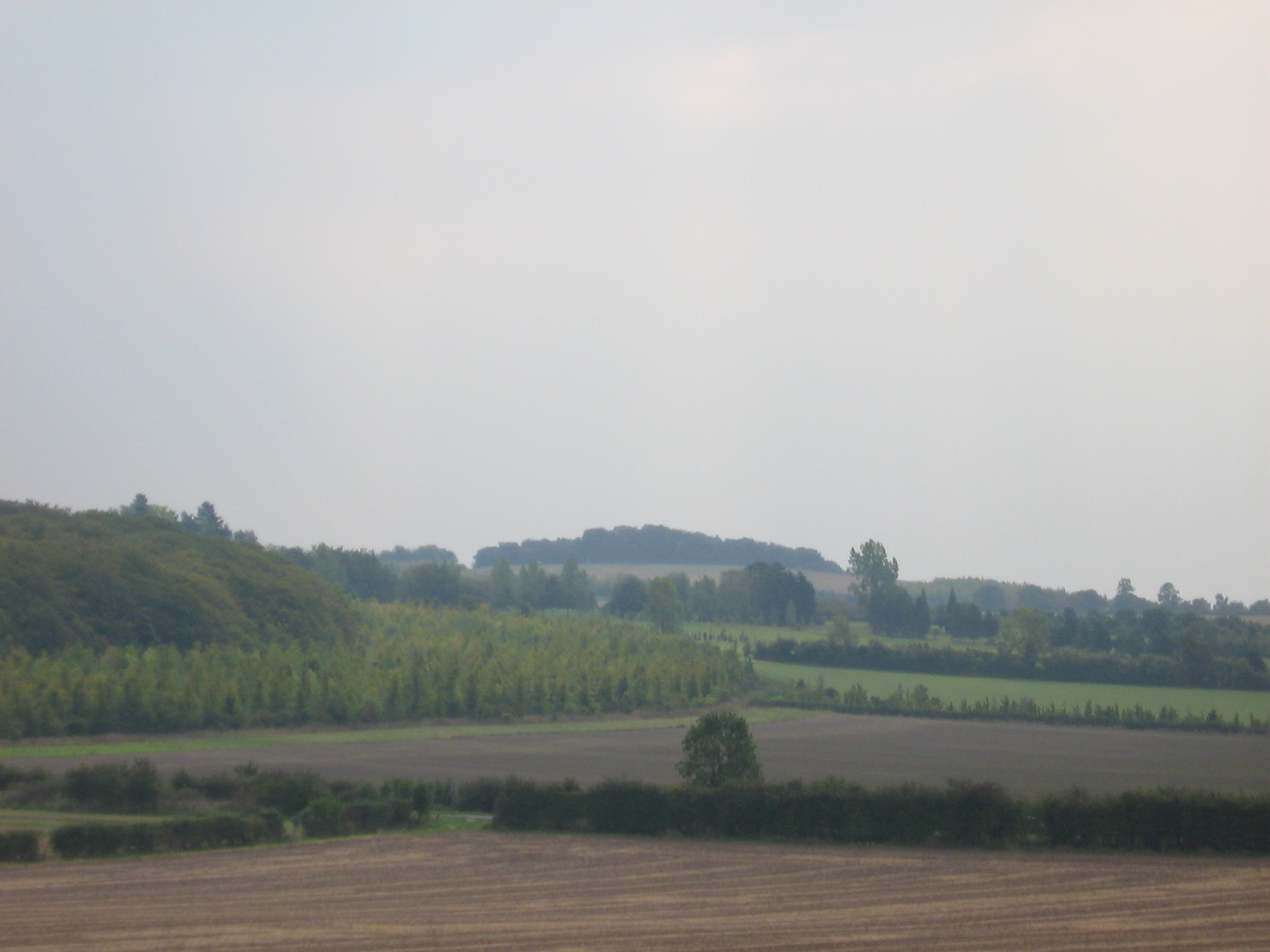
Gog Magog Hills: Troja?